# Uğur Aktaş
Uğur Aktaş (10 de outubro de 1995) é um carateca turco, medalhista olímpico.

## Carreira
Membro do İstanbul Büyükşehir Belediyesi SK e formado em Engenharia Elétrica/Eletrônica pela Istanbul Aydın, Aktaş conquistou a medalha de bronze nos Jogos Olímpicos de Verão de 2020 em Tóquio, após confronto na semifinal contra o iraniano Sajjad Ganjzadeh na modalidade kumite masculina acima de 75 kg.